# Xenismus
Xenismus (gr. ξένος xénos „Fremder“) bezeichnet einen als fremdartig empfundenen sprachlichen Ausdruck. Bei dem Terminus handelt es sich um einen noch schillernden linguistischen Terminus, der bisher in den meisten Fachwörterbüchern ebenso fehlt wie in Wörterbüchern allgemeiner Art (Duden, Wahrig etc.). Das Metzler Lexikon Sprache bemerkt, er habe noch nicht den Status eines klar definierten Fachbegriffs erhalten. Der Begriff stellt somit selbst in gewisser Weise einen Xenismus dar.

## Begriffsverwendung
Gossen (1981, 35) verwendet Xenismus im Sinne von „Fremd- und Lehnwörtern“, vgl. Xenonym.
Ehlich (1986) sieht Xenismen nicht nur im Wortschatz (Entlehnungen), sondern auf allen sprachlichen Ebenen vom Laut bis zu Text. Hieran orientiert sich Moser (1996, 13), dessen Arbeit als „theoretisch-terminologisches Gerüst für die weitere Xenismen-Forschung“ gilt. Xenismen sind „auffällig, sie springen ins Ohr oder Auge, irritieren durch ihre Unvertrautheit oder Fremdheit“. Hess-Lüttich beschreibt die Bedeutung unter expliziter Bezugnahme auf Ehlich als „Benennung jener uns allen geläufigen sprachlichen Erscheinungen, an denen wir den andern als Fremden erkennen oder in denen wir uns selbst als solche ausweisen, freiwillig oder nicht.“
Jung (1993, 213) grenzt den Xenismus von Fremd- und Lehnwörtern dadurch ab, dass er „z. B. auch Orts- und Personennamen, Buch- oder Filmtitel, Interjektionen, Zitate und längere eingestreute Passagen sowie spezielle phonetische, orthographische oder typographische Merkmale, die aus einer anderen Sprache oder Sprachvariante nur okkasionell transferiert werden, eingeschlossen sind... Das entscheidende Kriterium zur Bestimmung von Xenismen ist dagegen, dass hier nicht ein konzeptueller Inhalt übermittelt, sondern primär Fremdheit evoziert werden soll.“
Mit „Xenismus“ wird auch eine besondere Art des Lehnworts bezeichnet, in dem eine fremde Sprache nachgeahmt wird (siehe z. B. Scheinanglizismus, z. B. Handy, Oldtimer, Quizmaster), im Gegensatz zu echten Lehnwörtern wie z. B. Anglizismen, durch die fremde Worte ins Deutsche eingegliedert werden.

## Einige Beispiele
Entsprechend den unterschiedlichen Auffassungen von „Xenismus“ lassen sich auch Beispiele sehr unterschiedlicher Art anführen:
Marketing für Absatzwirtschaft, Management für Unternehmensführung, Office Management für Sekretariatsorganisation. Xenismen sind relativ häufig in Namen von Hilfsvereinen anzutreffen: „Bulungi“ (gut, schön), „Jamaa“ (Familie, Freund), „Harambee kwa watoto“ (Gemeinsam für Kinder), „Steaua speranței“ (Stern der Hoffnung).
Nicht erst durch die sich angleichenden Lebensverhältnisse in den Industriestaaten, sondern auch durch den Willen nach Abhebung und durch spezielle Redewendungen einzelner gesellschaftlicher Gruppen gelangen zunehmend Xenismen in die Werbung.
Bei der Bildung von Xenismen soll weniger ein konzeptioneller Inhalt als vielmehr die Faszination des Fremden durch Assoziation vermittelt werden. Neben der Werbung machen sich auch die Karikatur und Theaterstücke den Xenismus zu eigen. Daneben beziehen bestimmte Witze ihre Komik aus der Kreierung von Xenismen, z. B.: Wie heißt der chinesische Verkehrsminister? Um-Lai-Tung.
Bekannt sind Xenismen aus der Comic-Serie Asterix zur Darstellung anderer Völker und ihrer Sprachen (z. B. Frakturschrift für die Goten/Deutschen, eine an die englische Syntax angelehnte Redeweise der Briten, Pseudohieroglyphen für Ägypter) oder in der Darstellung anderssprachiger Soldaten der österreichisch-ungarischen Armee im Roman Osudy dobrého vojáka Švejka za světové války (Die Geschicke des braven Soldaten Schwejk während des Weltkrieges) von Jaroslav Hašek (1883–1923). Moser (1996, 86–129) weist anhand zahlreicher Beispiele aus mehreren europäischen Sprachen darauf hin, dass bei einer Übersetzung von Xenismen die Fremdheit der imitierten Sprache gegebenenfalls kompensiert werden muss, insbesondere, wenn die imitierte Sprache gleichzeitig die Zielsprache der Übersetzung ist, also z. B. im Fall von Schwejk das Deutsche in der Übersetzung von Grete Rainer (1951).